# De tre filosoferna

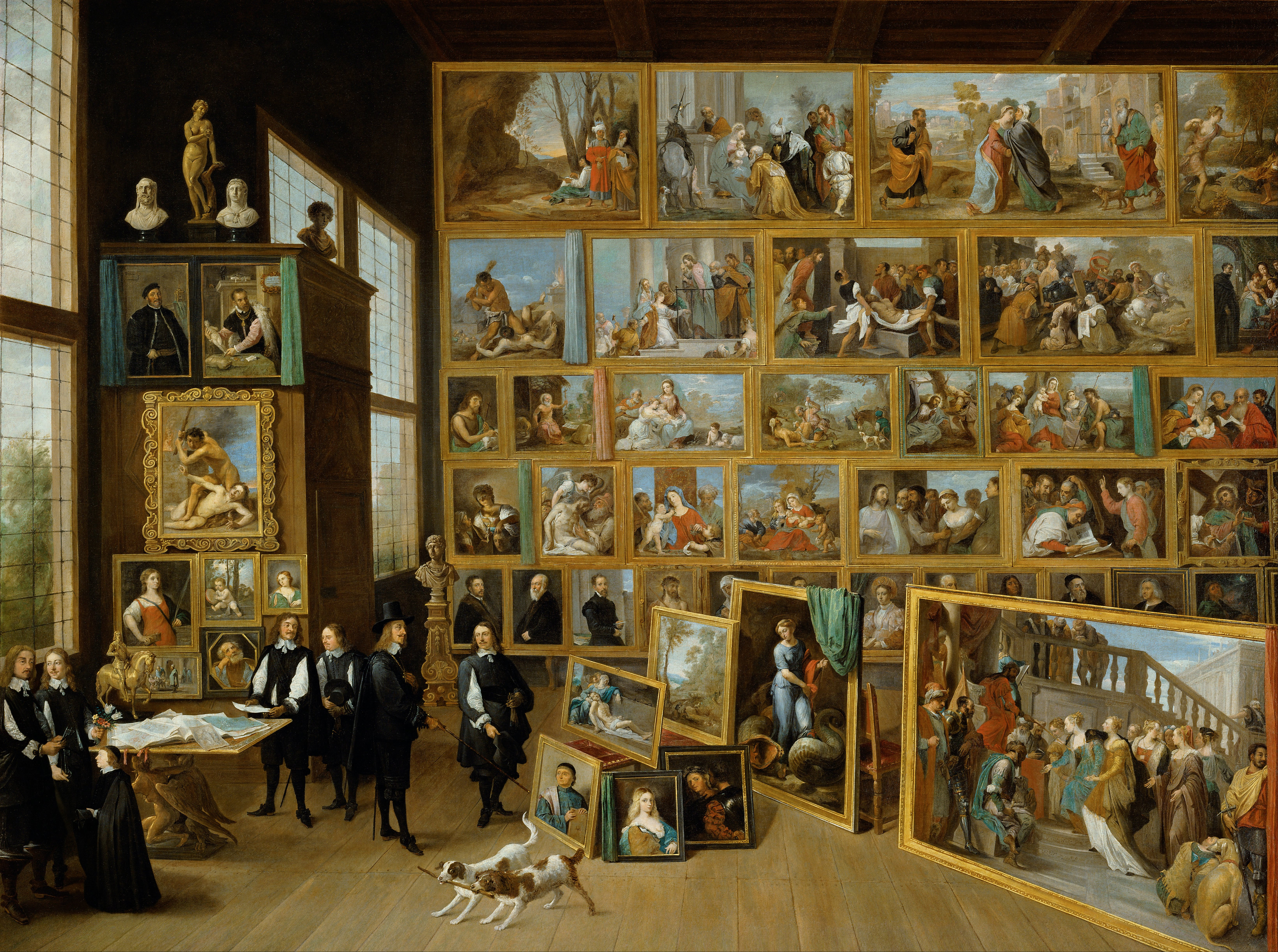
David Teniers den yngre, Ärkehertig Leopold Vilhelm i sitt tavelgalleri (cirka 1650), Kunsthistorisches Museum.

De tre filosoferna (italienska: Tre filosofi) är en oljemålning av den italienske renässanskonstnären Giorgione. Den målades omkring 1508–1509 och fullbordades av konstnären Sebastiano del Piombo.  
Målningen beställdes av den venetianske adelsmannen Taddeo Contarini som intresserade sig för ockultism och alkemi. Dess namn är känt sedan 1500-talet då den venetianska adelsmannen Marcantonio Michiel (1484–1552) nämnde den i en anteckning. I mitten av 1600-talet var den i Leopold Vilhelm av Österrikes ägo och är avbildad högst upp till vänster i David Teniers den yngres målning Ärkehertig Leopold Vilhelm i sitt tavelgalleri. Idag är De tre filosoferna utställd på Kunsthistorisches Museum i Wien.
Målningen uppvisar den för Giogione typiska lyriska rikedom och skildrar människans tre åldrar där den allvarsamma unga mannen, med ett instrument för stjärnskådning i handen, ger sig i kast med själva arbete. Den mogne mannen, klädd i orientalisk dräkt, är inbegripen i ett samtal med den äldre mannen som håller en stjärnkarta i handen. Konsthistorikerna antar att bilden kan föreställa den grekiske filosofen och matematikern Pythagoras och hans två lärare Ferekydes och Thales. Stenen filosoferna står på kan vara källan vid Apollonhelgedomen i Didyma, känd för sitt orakel. Halva bilden täcks av en skuggig bergssida med en mörk grotta, bortom den syns ett bördigt och solbelyst landskap.